# Garra hindii
Garra hindii är en fiskart som först beskrevs av Boulenger, 1905.  Garra hindii ingår i släktet Garra och familjen karpfiskar. Inga underarter finns listade i Catalogue of Life.